# Масонство в его прошлом и настоящем
«Масонство в его прошлом и настоящем» — серия сборников статей и материалов, посвящённых истории масонства, его состоянию в начале XX века, масонским ритуалам и их атрибутам, философскому и идеологическому содержанию масонства.

## Издание

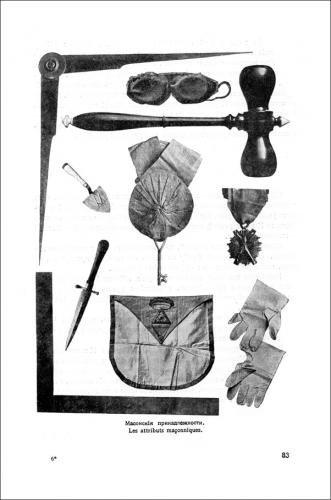
Масонские инструменты. Иллюстрация из репринтного издания

Первые два тома были опубликованы в 1914—1915 гг. в Москве в издательстве «Задруга» (при участии издателя К. Ф. Некрасова) под редакцией видного историка Сергея Мельгунова и Н. П. Сидорова (репринтное переиздание обоих томов выпущено в 2006 г. в Санкт-Петербурге издательством «Альфарет»). Третий том планировался к печати в 1918 г. и не был выпущен, но входившая в его состав пространная статья А. А. Борового «Современное масонство на Западе» была издана в 1923 г. отдельным изданием.
В сборниках полно и доступно изложена история возникновения и развития западно-европейского и русского масонства, даны литературные портреты наиболее выдающихся представителей масонства, особое внимание уделено изучению масонской обрядности. Среди авторов статей — Тира Соколовская, историки Митрофан Довнар-Запольский, Владимир Тукалевский, Александр Семека, Евгений Шумигорский, литературоведы Иван Розанов и Николай Пиксанов (со статьями соответственно об Иване Лопухине и Михаиле Хераскове) и др.
Издание снабжено многочисленными иллюстрациями — всевозможные атрибуты масонского ритуала, символические картины, портреты значительных деятелей масонства и др.
Материалы серии служили источником для учёных и писателей. В частности, в своей «Булгаковской энциклопедии» Б. В. Соколов предполагает знакомство Михаила Булгакова с вошедшими в состав сборника статьями Т. О. Соколовской «Масонские системы» и «Обрядность вольных каменщиков».
Под тем же названием, «Масонство в его прошлом и настоящем», в 1911 году в Полтаве была издана книга публициста Владимира Терлецкого (переиздание 1913).

### Переиздание
В 1990-е и 2000-е годы материалы двухтомника неоднократно воспроизводились различными издательствами полностью или частично, иногда под другим названием.
- Масонство в его прошлом и настоящем. В 2-х томах / Репринтное воспроизведение издания 1914—1915 гг. — М.: СП «ИКПА», 1991. — 100 000 экз. — ISBN не указан. (в пер.)
- Тайные ордена: Масоны / Сост. А. Н. Гопаченко; Худож.-оформитель Б. Ф. Бублик. — Харьков: Фолио; Киев: Астарта; Ростов н/Дону: Феникс, 1997. — 480 с. — (Тайный архив). — 25 000 экз. — ISBN 966-523-120-0. (в пер.)
- История масонства / Отв. ред. В. А. Суханова. — Смоленск: Русич, 2002. — 494 с. — (Популярная историческая библиотека). — ISBN 5-8138-0326-2. (в пер.)
- Русское масонство (Антология) / Отв. ред. В. Краснощекова. — М.: Эксмо, 2006. — 688 с. — (Тайны древних цивилизаций). — 4000 экз. — ISBN 5-699-18614-X.
- Большая энциклопедия: Масоны. В 2-х томах / По изданию 1914 г. — М.: Гелеос, 2007. — 336 с.; 344 с. — 3000 экз. — ISBN 978-5-8189-0949-3 (Общ.), ISBN 978-5-8189-0950-9 (1 том), ISBN 978-5-8189-0951-6 (2 том). (в пер.)
- Большая энциклопедия: Масоны / По изданию 1914 г. / Гл. ред. Мария Григорян; Оформление П. Иващука. — М.: Гелеос, Кэпитал Трейд Компани, 2010. — 672 с. — 4000 экз. — ISBN 978-5-412-00130-2. (в пер.)